# دودلي ميرفي
دودلي ميرفي (بالإنجليزية: Dudley Murphy)‏ هو مخرج أمريكي، ولد في 10 يوليو 1897 في وينتشتر ‏ في الولايات المتحدة، وتوفي في 22 فبراير 1968 في مدينة مكسيكو في المكسيك.

## وصلات خارجية
- دودلي ميرفي على موقع IMDb (الإنجليزية)
- دودلي ميرفي على موقع ألو سيني (الفرنسية)
- دودلي ميرفي على موقع أول موفي (الإنجليزية)
- دودلي ميرفي على موقع قاعدة بيانات الأفلام السويدية (السويدية)
- دودلي ميرفي على موقع قاعدة بيانات الفيلم (الإنجليزية)
- دودلي ميرفي على موقع كينوبويسك (الروسية)